# Pelu Taele-Pavihi
Pour les articles homonymes, voir Pavihi.
Pour le joueur néo-zélandais de rugby à XV, voir Murphy Taele.

a Compétitions nationales et continentales officielles uniquement.

b Matchs officiels uniquement.
Dernière mise à jour le 7 juillet 2020.
Pelu Ian Taele-Pavihi, né le 28 septembre 1981 à Dunedin (Nouvelle-Zélande), est un joueur international samoan de rugby à XV. Il joue au poste de deuxième ligne notamment au Biarritz olympique puis à l'Aviron bayonnais.

## Carrière

### En club
Il a joué son premier match de Top 14 lors de la saison 2009-2010.
Durant la saison 2011-2012, le Biarritz olympique atteint la finale du Challenge européen. Pour cette rencontre face au RC Toulon, il est titulaire en deuxième ligne aux côtés de Jérôme Thion et le BO l'emporte 21-18,.
En 2017, à la suite de la descente de l'Aviron bayonnais en Pro D2, il quitte le Pays basque et signe un contrat d'une saison plus une en option avec le RC Narbonne.

### En équipe nationale
Il a eu sa première cape internationale le 2 juillet 2005 à l’occasion d'un match contre l'équipe de Tonga.

## Statistiques en équipe nationale
- 8 sélections avec l'équipe des Samoa
- Sélections par année : 4 en 2005, 3 en 2006, 1 en 2010

## Palmarès
- Biarritz olympique
  - Vainqueur du Challenge européen en 2012